# Sinjang
Sinjang (hangul: 신양군, Sinjang-kun, handzsa: 新陽郡, RR: Sinyang-kun, ’Új-Jangdok (Yangdŏk)’) megye Észak-Koreában, Dél-Phjongan (P'yŏngan) tartományban. 1952-ben hozták létre és emelték megyei rangra.

## Földrajza
Északról Mengszan (Maengsan), keletről a Dél-Hamgjong (Hamgyŏng) tartománybeli Jodok (Yodŏk) és Szudong (Sudong), délről Jangdok (Yangdŏk), délnyugatról Höcshang (Hoech'ang), nyugatról Pukcshang (Pukch'ang) és Szongcshon (Sŏngch'ŏn) határolja.
Legmagasabb pontja az 1449 méter magas Pekszan (백산; 白山, Paeksan).

## Közigazgatása
1 községből (up (ŭp)), 16 faluból (ri (ri)) és 1 munkásnegyedből (rodongdzsagu (rodongjagu)) áll:
| - Sinjang-up (신양읍; 新陽邑, Sinyang-ŭp) - Inphjong-rodongdzsagu (인평로동자구; 仁坪勞動者區, Inp'yŏng-rodongjagu) - Kvanszong-ri (관성리; 冠城里, Kwansŏng-ri) - Kvanghung-ri (광흥리; 光興里, Kwanghŭng-ri) - Tokhung-ri (덕흥리; 德興里, Tŏkhŭng-ri) - Rjongrjon-ri (룡련리; 龍蓮里, Ryongryŏn-ri) - Rjongun-ri (룡운리; 龍雲里, Ryongun-ri) - Munmjong-ri (문명리; 文明里, Munmyŏng-ri) - Pekszok-ri (백석리; 白石里, Paeksŏk-ri) | - Szage-ri (사개리; 四介里, Sagae-ri) - Szongdong-ri (송동리; 松洞里, Songdong-ri) - Szongdzson-ri (송전리; 松田里, Songjŏn-ri) - Sszangrjong-ri (쌍룡리; 雙龍里, Ssangryong-ri) - Unbong-ri (운봉리; 雲峯里, Unbong-ri) - Csangszan-ri (장산리; 長山里, Changsan-ri) - Csangszong-ri (장성리; 長城里, Changsŏng-ri) - Csidong-ri (지동리; 池洞里, Chidong-ri) - Cshanggje-ri (창계리; 滄溪里, Ch'anggye-ri) |

## Gazdaság
Sinjang (Sinyang) megye gazdasága bányászatra és erdőgazdálkodásra, helyenként gabonatermesztésre épül.

## Oktatás
Sinjang (Sinyang) megye, 1 földművelési főiskolának, 22 általános és 18 középiskolának, emellett kb. egy tornacsarnokkal és kb. 20 egyéb oktatási és művelődési intézménynek ad otthont.

## Egészségügy
A megye számos egészségügyi intézménnyel rendelkezik, köztük 1 megyei és kb. 20 helyi kórházzal.

## Közlekedés
A megye közutakon a szomszédos helységek felől közelíthető meg. A megye vasúti kapcsolattal rendelkezik, a Phjongna (P'yŏngra) vasútvonal része.